# Danh sách giải đấu bóng đá nữ quốc tế
Dưới đây là danh sách các giải bóng đá nữ quốc tế hiện nay cả ở cấp đội tuyển quốc gia và câu lạc bộ. Một số giải đấu không do cơ quan điều hành khu vực tổ chức.
| Khu vực                 | Cơ quan điều hành | Giải cấp đội tuyển quốc gia                                               | Giải trẻ cấp đội tuyển quốc gia                                                                             | Giải cấp câu lạc bộ                             |
| ----------------------- | ----------------- | ------------------------------------------------------------------------- | --- | ----------------------------------------------- |
| Toàn cầu                | FIFA              | Giải vô địch bóng đá nữ thế giới Bóng đá nữ Thế vận hội                   | Giải vô địch bóng đá nữ U-20 thế giới Giải vô địch bóng đá nữ U-17 thế giới                                 | Giải vô địch bóng đá nữ thế giới các câu lạc bộ |
| Toàn cầu                |                   | Cúp Algarve Cúp Síp                                                       | Bóng đá nữ Thế vận hội Sinh viên                                                                            | International Women's Club Championship         |
| Châu Âu                 | UEFA              | Giải vô địch bóng đá nữ châu Âu                                           | Giải vô địch bóng đá nữ U-19 châu Âu Giải vô địch bóng đá nữ U-17 châu Âu                                   | Giải bóng đá nữ vô địch câu lạc bộ châu Âu      |
| Nam Mỹ                  | CONMEBOL          | Giải vô địch bóng đá nữ Nam Mỹ Đại hội Thể thao Liên châu Mỹ              | Giải vô địch bóng đá nữ U-20 Nam Mỹ Giải vô địch bóng đá nữ U-17 Nam Mỹ                                     | Copa Libertadores Femenina                      |
| Bắc, Trung Mỹ và Caribe | CONCACAF          | Cúp vàng nữ CONCACAF Đại hội Thể thao Liên châu Mỹ                        | Giải vô địch bóng đá nữ U-20 Bắc, Trung Mỹ và Caribe Giải vô địch bóng đá nữ U-17 Bắc, Trung Mỹ và Caribe   |                                                 |
| Châu Á                  | AFC               | Cúp bóng đá nữ châu Á Bóng đá nữ Đại hội Thể thao châu Á                  | Giải vô địch bóng đá nữ U-19 châu Á Giải vô địch bóng đá nữ U-16 châu Á Giải vô địch bóng đá nữ U-14 châu Á |                                                 |
| Châu Á                  | AFC               | Giải vô địch bóng đá nữ Đông Nam Á Bóng đá nữ Đại hội Thể thao Đông Nam Á | |                                                 |
| Châu Phi                | CAF               | Cúp bóng đá nữ châu Phi                                                   | Giải vô địch bóng đá nữ U-20 châu Phi Giải vô địch bóng đá nữ U-17 châu Phi                                 |                                                 |
| Châu Đại Dương          | OFC               | Cúp bóng đá nữ châu Đại Dương                                             | Giải vô địch bóng đá nữ U-20 châu Đại Dương Giải vô địch bóng đá nữ U-17 châu Đại Dương                     |                                                 |